# Mittenothamnium pelichucense
Mittenothamnium pelichucense là một loài Rêu trong họ Hypnaceae. Loài này được (R.S. Williams) Ochyra mô tả khoa học đầu tiên năm 1999.